# Nukundamita
La nukundamita és un mineral de la classe dels sulfurs. Rep el seu nom de la seva localitat tipus, Nukundamu, a les illes Fiji.

## Característiques
La nukundamita és un sulfur de fórmula química Cu3,4Fe0,6S₄. Pot ser substituïda per calcopirita i bornita. Cristal·litza en el sistema trigonal. La seva duresa a l'escala de Mohs és 3,5. Es pot confondre amb l'idaïta.
Segons la classificació de Nickel-Strunz, la nukundamita pertany a «02.CA: Sulfurs metàl·lics, M:S = 1:1 (i similars), amb Cu» juntament amb els següents minerals: covel·lita, klockmannita, spionkopita, yarrowita i calvertita.

## Formació i jaciments
Va ser descoberta l'any 1979 a la mina Undu, a Nukundamu, Vanua Levu (Fiji). També ha estat descrita en una desena de jaciments més a tot el planeta.